# Dîida, Bereg
Dîida (în ucraineană Дийда, maghiară Beregdéda) este o comună în raionul Bereg, regiunea Transcarpatia, Ucraina, formată numai din satul de reședință.

## Demografie
Componența lingvistică a comunei Dîida
     Maghiară (83,41%)
     Ucraineană (16,1%)
     Alte limbi (0,45%)
Conform recensământului din 2001, majoritatea populației comunei Dîida era vorbitoare de maghiară (83,41%), existând în minoritate și vorbitori de ucraineană (16,1%).